# Проти течії (телесеріал)
«Проти течії» (рос. Водоворот) — російськомовний телесеріал 2020 року, знятий в Україні.
Прем'єра телесеріалу в Україні відбулася 24 лютого 2020 року на телеканалі СТБ. Прем'єра телесеріалу в Росії відбулася 23 серпня 2021 року на телеканалі Росія-1.

## Сюжет
У головної героїні Міли Єгорової панічний страх води. Але не дивлячись на це вона влаштовується на посаду прессекретаря в модний яхт-клуб. Їй подобається власник клубу Руслан Калінін, тому вона хоче врятувати репутацію яхт-клубу. Їх тягне одне до одного, але пам'ять про загиблу дружину не дає спокою Руслану, а колишній наречений Міли намір довести, що Руслан — вбивця. З кожним кроком вир пристрастей і інтриг затягує Мілу і Руслана все глибше.

## У ролях
- Ольга Гришина — Міла Єгорова (головна роль)
- Петро Риков — Руслан Калінін (головна роль)
- Сергій Шаталов — Михайло
- Анатолій Котенєв — Калінін
- Ганна Легчилова — Марина
- Дар'я Трегубова — Ольга
- Олександр Кобзар — Юрій
- Наталія Денисенко — Рита
- Андрій Федінчік — Вітя
- Сергій Солодов — Прозоров
- Марія Трепікова — архіваріус
- Євгенія М'якенька — Іра
- Тетяна Малкова — журналістка
- Вілен Бабичев — Серьоня
- Світлана Бевз — Олена Завадська

Каскадери
- Олександр Самохвалов — постановник трюків
- Вілен Бабичев

## Реліз
Прем'єра телесеріалу в Україні відбулася 24 лютого 2020 року на телеканалі СТБ.. Прем'єра телесеріалу в Росії відбулася 23 серпня 2021 року на телеканалі Росія-1.